# Haunt (EP)
Haunt é um EP da banda britânica Bastille, lançado exclusivamente aos Estados Unidos em 28 de maio de 2013 para download digital, e, mais tarde, em 23 de julho de 2013 para CD e disco de vinil. Este é o segundo EP do grupo e contém três faixas presentes no álbum de estúdio Bad Blood, além da faixa demo "Haunt", responsável pelo título deste. Este alcançou a posição 104 na Billboard 200 e a primeira posição no Top Heatseekers.

## Trilha sonora
1. Pompeii (3:34)
2. Overjoyed (3:26)
3. Bad Blood (3:33)
4. Haunt (Demo) (2:51)[3]